# Alfa Semedo
Alfa Semedo Esteves (* 30. August 1997 in Bissau) ist ein guinea-bissauischer Fußballspieler. Der Mittelfeldspieler ist steht Zeit beim saudi-arabischen Club Neom SC unter Vertrag.

## Karriere

### Verein
Semedo begann seine Karriere bei Benfica Lissabon. 2017 wechselte er zum Moreirense FC. Dort absolvierte er 28 Ligaspiele und schoss in diesen zwei Tore. Anschließend wechselte er im Sommer 2018 zurück zu seinem Jugendverein Benfica Lissabon. Sein Debüt in der portugiesischen Liga gab er am 10. August 2018 gegen Vitória Guimarães. Im Januar 2019 wurde Semedo für ein halbes Jahr an Espanyol Barcelona ausgeliehen. Am 8. Juli 2019 wechselte Semedo auf Leihbasis zum englischen Zweitligisten Nottingham Forest. Danach wurde er an den FC Reading verliehen. Im Juli 2021 wechselte er innerhalb der ersten portugiesischen Liga zu Vitória Guimarães. Im Sommer 2022 ging er nach Saudi-Arabien und schloss sich dem dortigen Erstligisten Al-Tai FC an. 2024 wechselte er zu Neom SC.

### Nationalmannschaft
Semedo debütierte im März 2021 bei einem Afrika-Cup-Qualifikationsspiel gegen Eswatini für die A-Nationalmannschaft von Guinea-Bissau, wobei ihm auch sein erstes Länderspieltor gelang. Nach jeweils erfolgreicher Qualifikation nahm er mit der Mannschaft am Afrika-Cup 2022 sowie am Afrika-Cup 2024 teil, schied mit ihr bei beiden Turnieren jedoch nach der Gruppenphase aus.